# Periodo algebraico

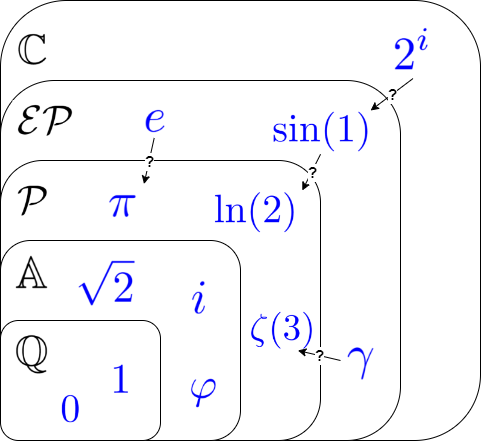
Los períodos algebraicos como subconjunto de los números complejos.

En matemáticas, específicamente en geometría algebraica, un período o período algebraico es un número complejo que se puede expresar como una integral de una función algebraica sobre un dominio algebraico. Los períodos forman una clase de números e incluyen junto a los números algebraicos, muchas constantes matemáticas bien conocidas como el número π . Las sumas y productos de períodos siguen siendo períodos, de modo que los períodos {\displaystyle {\mathcal {P}}} forman un anillo.
Los períodos son importantes en la teoría de ecuaciones diferenciales y números trascendentales, así como en problemas abiertos de la geometría algebraica moderna. También aparecen al calcular las integrales que surgen de los diagramas de Feynman, y se ha trabajado intensamente para intentar comprender las conexiones. 

## Definición
Un número {\displaystyle \alpha } es un período algebraico si se puede expresar como una integral de la forma:
{\displaystyle \alpha =\int _{P(x_{1},\ldots ,x_{n})\geq 0}Q(x_{1},\ldots ,x_{n})\ \mathrm {d} x_{1}\ldots \mathrm {d} x_{n}}
{\displaystyle P} es un polinomio y {\displaystyle Q} es una función racional en {\displaystyle \mathbb {R} ^{n}} con coeficientes racionales. Un número complejo es un período si sus partes reales e imaginarias son períodos.
Una definición alternativa permite que {\displaystyle P} y {\displaystyle Q} son funciones algebraicas; esto parece más general, pero es equivalente. Los coeficientes de las funciones racionales y polinomios también pueden generalizarse a números algebraicos porque los números algebraicos irracionales se pueden expresar en términos de áreas de dominios adecuados.
En otras palabras, un período (no negativo) es el volumen de una región en {\displaystyle \mathbb {R} ^{n}} definida por desigualdades polinómicas con coeficientes racionales. 

## Propiedades y motivación
Los períodos tienen por objeto salvar la brecha entre los números algebraicos, que forman una clase demasiado pequeña para incluir muchas constantes matemáticas comunes, y los números trascendentales, que son incontables y, salvo muy pocos ejemplos específicos, difíciles de describir. Por lo general tampoco son computables .
El anillo de los períodos {\displaystyle {\mathcal {P}}} se encuentra entre los números algebraicos {\displaystyle \mathbb {\overline {Q}} } y números complejos {\displaystyle \mathbb {C} } y es contable . Los períodos en sí son todos computables,  y en particular definibles. Tenemos la inclusión: {\displaystyle \mathbb {\overline {Q}} \subset {\mathcal {P}}\subset \mathbb {C} } .
Los períodos incluyen algunos de esos números trascendentales, que pueden describirse de forma algorítmica y sólo contienen una cantidad finita de información.

## Ejemplos de períodos
Ejemplos de números que son períodos algebraicos incluyen:
| Número                                                                                 | Integral |
| -------------------------------------------------------------------------------------- | --- |
| Número algebraico {\displaystyle \alpha }.                                             | {\displaystyle \alpha =\int _{0}^{\alpha }\mathrm {d} x}                                                                  |
| El logaritmo natural de un número algebraico{\displaystyle \alpha >0}.                 | {\displaystyle \ln(\alpha )=\int _{1}^{\alpha }{\frac {1}{x}}\ \mathrm {d} x}                                             |
| Las funciones trigonométricas inversas de números algebraicos {\displaystyle \alpha }. | {\displaystyle \arctan(\alpha )=\int _{0}^{\alpha }{\frac {1}{1+x^{2}}}\ \mathrm {d} x}                                   |
| El número {\displaystyle \pi }.                                                        | {\displaystyle \pi =\int _{0}^{1}{\frac {4}{x^{2}+1}}\ \mathrm {d} x}                                                     |
| La constante de Apéry {\displaystyle \zeta (3)}                                        | {\displaystyle \zeta (3)=\int _{0}^{1}\int _{0}^{1}\int _{0}^{1}{\frac {\mathrm {d} x\mathrm {d} y\mathrm {d} z}{1-xyz}}} |
| La constante de Catalan {\displaystyle G}.                                             | {\displaystyle G=\int _{0}^{1}\int _{0}^{1}{\frac {\mathrm {d} x\mathrm {d} y}{1+x^{2}y^{2}}}}                            |
| La constante de la lemniscata {\displaystyle \varpi }.                                 | {\displaystyle \varpi =2\int _{0}^{1}{\frac {\mathrm {d} x}{\sqrt {1-x^{4}}}}}                                            |
| Algunas integrales elípticas como el perímetro {\displaystyle P} de una elipse.        | {\displaystyle P=\int _{-b}^{b}{\sqrt {1+{\frac {a^{2}x^{2}}{b^{4}-b^{2}x^{2}}}}}\mathrm {d} x}                           |
| Sumas y productos períodos.                                                            | |

## Preguntas abiertas
Una propiedad útil de los números algebraicos es que la igualdad entre dos expresiones algebraicas se puede determinar algorítmicamente. Una conjetura de Kontsevich y Zagier implicaría que la igualdad de períodos también es decidible: se sabe que la desigualdad de los reales computables es recursivamente enumerable ; y a la inversa, si dos integrales concuerdan, entonces un algoritmo podría confirmarlo probando todas las formas posibles de transformar una de ellas en la otra.
Otras cuestiones abiertas consisten en demostrar qué constantes matemáticas conocidas no pertenecen al anillo de períodos. Un ejemplo de un número real que no es un período lo da la constante de Chaitin Ω . Cualquier otro número no computable también da un ejemplo de un número real que no es un período. También es posible construir ejemplos artificiales de números computables que no sean períodos.  Sin embargo, no existen números computables que se haya demostrado que no sean períodos y que no hayan sido construidos artificialmente para ese propósito.
Se conjetura que 1/ π, el número e y la constante de Euler-Mascheroni γ no son períodos. 

## Extensiones
Permitiendo que la función {\displaystyle Q} sería el producto de una función algebraica y la exponencial de una función algebraica, da como resultado los períodos exponenciales {\displaystyle {\mathcal {E}}{\mathcal {P}}} .   También forman un anillo y son contables. Es {\displaystyle {\overline {\mathbb {Q} }}\subset {\mathcal {P}}\subseteq {\mathcal {EP}}\subset \mathbb {C} } .
Se sabe que el número e y la constante de Euler-Mascheroni son períodos exponenciales. 